# Wilgengors
De wilgengors (Emberiza aureola) is een zangvogel uit de familie van gorzen (Emberizidae). Het is een zeldzame broedvogel in noordoostelijk Europa en verder diep in Azië. Het is een trekvogel die overwintert in Zuidoost-Azië en een dwaalgast in West-Europa.

## Kenmerken
De vogel is 14 tot 15,5 cm lang. Het verenkleed van het mannetje in de broedtijd bestaat uit een kastanjebruine bovenzijde, borstband en kruin en een gele onderzijde en een zwarte kop en keel, donkerbruine vleugels en een bruinzwarte staart. Het vrouwtje heeft in het broedkleed een meer lichtere, geelbruine bovenzijde en kop. Eerste jaars vogels en vogels in winterkleed zijn minder geel en hebben een markante streping op de kop die bestaat uit een smalle lichte kruinstreep over het midden, aan beide zijden omzoomd door smalle donkere kruinstrepen, daaronder een brede lichte wenkbrauwstreep en een smalle donkere oogstreep achter het oog. Verder zijn twee lichte strepen op de rug kenmerkend in het winterkleed.

## Verspreiding en leefgebied
De soort telt twee ondersoorten:
- E. a. aureola: van oostelijk Europa tot oostelijk Siberië en zuidelijk tot Kazachstan en centraal Mongolië.
- E. a. ornata: van het zuidelijke deel van Centraal-Siberië en noordoostelijk Mongolië tot zuidoostelijk Siberië, Japan en noordoostelijk China.

De vogel broedt in open bossen met struiken, op moerassig terrein en weilanden met bomen en struiken, vooral wilgen en berken, nabij water. In de winter komt deze gors voor in grote groepen die foerageren in cultuurland zoals rijstvelden en rietvelden.

### Leefwijze
Het voedsel bestaat uit plantaardig materiaal, zoals zaden, maar uit ook insecten en larven.

### Voorkomen in West-Europa
Het is een zeldzame dwaalgast in West-Europa. In Groot-Brittannië komen de meest waarnemingen van eilanden in het noorden. In Nederland zijn tussen 1963 en 2010 14 bevestigde waarnemingen.

## Status
De grootte van de populatie werd in 2013 door BirdLife International geschat op 60 tot 300 duizend individuen en de populatie-aantallen nemen af door grootschalige vangsten in de overwinteringsgebieden en mogelijk door veranderingen in de wijze van rijstbouw. De Europese populatie telt 120-600 volwassen dieren. Om deze redenen staat deze soort sinds 2017 als ernstig bedreigd op de Rode Lijst van de IUCN.
Emberiza affinis · Emberiza aureola · Emberiza bruniceps · Emberiza buchanani · Emberiza cabanisi · Emberiza caesia · Emberiza capensis · Emberiza chrysophrys · Emberiza cia · Emberiza cineracea · Emberiza cioides · Emberiza cirlus · Emberiza citrinella · Emberiza elegans · Emberiza flaviventris · Emberiza fucata · Emberiza godlewskii · Emberiza hortulana · Emberiza impetuani · Emberiza jankowskii · Emberiza koslowi · Emberiza lathami · Emberiza leucocephalos · Emberiza melanocephala · Emberiza pallasi · Emberiza poliopleura · Emberiza pusilla · Emberiza rustica · Emberiza rutila · Emberiza sahari · Emberiza schoeniclus · Emberiza siemsseni · Emberiza socotrana · Emberiza spodocephala · Emberiza stewarti · Emberiza striolata · Emberiza sulphurata · Emberiza tahapisi · Emberiza townsendi · Emberiza tristrami · Emberiza variabilis · Emberiza vincenti · Emberiza yessoensis